# الفيل الملك
الفيل الملك (بالإنجليزية: The elephant king)‏ هو فيلم رسوم متحركة بتقنية الانيميشن ثلاثي الأبعاد أنتج عبر شرکة هنربویا وشركة ميم للإنتاج الثقافي في عام 2017 ونفّذت عمليات الاجرا في استديو هنربويا بتكلفة 2 مليون دولار وهو فكرة عباس شرارة و منتج حامد جعفري وإخراج هادي محمديان وسوف يُطلق في مهرجان دبي السينمائي الدولي في ديسمبر 2017.
وهو يأتي كما يصرح منتجوه في سياق إنتاج أفلام موجهة للأطفال في الدول العربية والاسلامية ترتكز على التراث العربي والإسلامي. وكانت الشركتان المنتجتان للفيلم ميم للإنتاج الثقافي و هنر بويا قد أنتجتا أول أعمالهما عام 2015 فيلم أميرة الروم (فيلم)  الذي لاقى رواجا كبيرا واستثمرت عائداته في إنتاج الفيل الملك (فيلم).

## القصة
تدور أحداث الفيلم في إحدى جزر ارتريا، يسعى أسفل رئيس صائدي الحيوانات المتوحشين لدخول أرض العاج «موطن الفيلة» واصطياد الحيونات الضخمة لبيعها لأبرهة ملك اليمن.
كانت الفيلة تحتفل بولادة شادفيل ابن الملك والذي شكلت ولادته خيبة امل لها، اذ كانت تنظر لبدانته على انها مصدر لمشاكل كثيرة، لكنّ حادثة الهجوم على الجزيرة ستجعله أقرب لقلوب الجميع وستجعل من مغامراته المضحكة في وجه الصيادين حديث الجميع.
تتصاعد أحداث الفيلم بشكل مثير ومشوق لتعكس حبكة درامية متماسكة تستند إلى تراث البلاد العربية والبحر الأحمر.
يمتاز شادفيل بكل ما تحتاجه الشخصية النموذجية من مواصفات للتأثير في المتلقين، وقد اختزنت شخصيته القيم ومحورية الأحداث المؤثرة في الفيلم، ورقة القلب والطرافة التي عكست جوا فكاهيا مؤنسا في كافّة الأحداث. ورغم كل ذلك فهو أيضا يرتكب الأخطاء ويتعلم منها، وينحرف عن مساره ثمّ يتدارك ذلك في لحظة مؤثرة وحاسمة.
في السفينة، ثم بعد ذلك في المدينة، في قصر الملك أو السد أو القليس التي يُستعان بالحيوانات والفيلة لبنائه، والتفنن في المعالم الحضرية للمدينة، ثم في السجن أو مأوى الحيوانات؛ في كل هذه المواقف أحداث تتفاعل لتعكس للأطفال التحديات التي يمر بها الطفل والانسان في حياته وكيف يتعلم من تجاربه وما هي المواقف التي ينبغي اتخاذها عند وقوع الأصدقاء في المخاطر! أو عند الاغراءات التي تُقدّم للفرد عادة. كل ذلك مع فرصة مستمرة للضحك والترفيه نتيجة للأحداث الطريفة التي تصطنعها شخصيات الفيلم في المواقف المتعددة. 
يقدم الفيلم شخصيات محببة طريفة وجاذبة، ستظهر في احداث الفيلم المتتابعة وخاصة فرفور الفأر الطائش الذي سيعرض سفنية الصيادين للخطر، ثمّ سيلعب دور المساعد لصديقه شادفيل في العديد من المشاهد التالية
يتظّهر الفيلم عبر تقنيات حديثة في صناعة الرسوم المتحركة ثلاثية الأبعاد، ليكون العمل الرائد في تاريخ صناعة الانيميشن في العالمين العربي والإسلامي ومن الأعمال المنافسة على صعيد العالم.

## وصلات خارجية
- الفيل الملك على موقع IMDb (الإنجليزية)
- الفيل الملك على موقع قاعدة بيانات الفيلم (الإنجليزية)
- الفيل الملك على موقع ليتربوكسد (الإنجليزية)
- الفيل الملك على موقع كينوبويسك (الروسية)
- الفيل الملك على قاعدة بيانات الأفلام على الإنترنت